# Christian Schöne
Christian Schöne (ur. 23 lutego 1981 w Halle) – niemiecki piłkarz ręczny, reprezentant kraju. Gra na pozycji prawoskrzydłowego. Z reprezentacją Niemiec zdobył w 2004 r. w Słowenii mistrzostwo Europy. Obecnie występuje w Bundeslidze, w drużynie Frisch Auf! Göppingen.

## Sukcesy
- 2001: superpuchar Niemiec
- 2001: mistrzostwo Niemiec
- 2002: zwycięstwo w Lidze Mistrzów
- 2004: mistrzostwo Europy
- 2006: finalista pucharu EHF
- 2011: puchar EHF